# أحادية الجينات
يعتبر الاعتقاد بأن جميع البشر ينحدرون من آدم أمرًا أساسيًا في اليهودية والمسيحية والإسلام.  لعبت أحادية الجينات المسيحية دورًا مهمًا في تطوير الأدب الأفريقي الأمريكي حول العرق، المرتبط بعلم اللاهوت بدلًا من العلم، حتى وقت مارتن ديلاني (1879). علم الأعراق البشرية الكتابي هو مصطلح يُطبّق على النقاش والبحث حول الروايات الكتابية، لكل من الآباء الأوائل والهجرة بعد طوفان نوح، لشرح مختلف شعوب العالم. يتطلب هذا المذهب كنظرية قائمة على الكتاب المقدس كلًا من اكتمال الروايات وكمال قوتها في التفسير. شحذت هذه المناقشات على مر الزمن مع ظهور الادعاءات المتشككة متعددة الجينات. عندما عرض لويس أغاسيز آرائه متعددة الأجيال في عام 1847، عارضها جون باكمان وتوماس سميث في كتابه وحدة الأجناس البشرية على أسس توراتية. شهدت المناقشات أيضًا مشاركة ديلاني، ودافع جورج واشنطن ويليامز عن التولد الأحادي باعتباره نقطة انطلاق لتاريخه الرائد للأميركيين الأفارقة.
تصف النزعة الأحادية البيئية النظرية الحالية في النصف الأول من القرن التاسع عشر، على وجه الخصوص، والتي وفقًا لها كان هناك أصل بشري واحد، لكن الهجرة اللاحقة لمجموعات من البشر قد أخضعتهم لظروف بيئية مختلفة.

## نزاع منتصف القرن في المملكة المتحدة
نحو عام 1850 كان تعدد الأجيال اتجاهًا فكريًا متصاعدًا. من ناحية أخرى، احتفظ النظام الأحادي بالدعم في مجتمعات لندن العلمية. كان لدى الجمعية الإثنولوجية في لندن التقليد أحادي الجينات لتوماس هودجكين وجيمس كاولز بريشارد، واستمر في روبرت جوردون لاثام. كان الآخرون في هذا الجانب من النقاش ويليام بنجامين كاربنتر، وتشارلز داروين، وإدوارد فوربس، وهنري هولاند، وتشارلز ليل، وريتشارد أوين. تحدى جيمس هانت الجمعية الإثنولوجية، متعدد الأجيال الذي أصبح سكرتيرًا في عام 1859، وجون كروفورد، الذي كان رئيسًا بعد ذلك بعامين، والذي كان يؤمن بعدد كبير من الجماعات العرقية التي أُنشئت بشكل منفصل.

## علم الأحياء والوحدة النوعية وأنواع الإنسان
أكد تعدد الأجناس، في شكله البيولوجي، أن الأجناس المختلفة تتوافق مع الأنواع المختلفة. لذلك، جذبت المذهب الأحادي الاهتمام إلى التأكيد البيولوجي على الوحدة المحددة، أو نظرية النوع الواحد للبشرية. كانت الحجة التي تُقدّم هي أنها تنطوي على فرضية حول الوراثة. جادل جيمس لورانس كابيل بأن الإشارة إلى الوراثة لا علاقة لها بتحديد ما إذا كانت الوحدة المحددة حقيقة علمية. كان رأي كابيل هو الخلق المشترك للبشرية، التي لديها أصناف دائمة في شكل أجناس.

## الخصوبة والوحدة البيولوجية
نوقش التداخل بين الأجناس البشرية، طبقًا لحجج التكاثر البشري التي قدمها بالفعل جورج لويس لوكلير، كونت دي بوفون.  لم يُقبل معيار التداخل لنوع بشري واحد عالميًا، حيث رُفض، على سبيل المثال، من قبل صموئيل جورج مورتون.
اعتبر تشارلز داروين أن الدليل على التداخل على أنه قاطع ويثبت الوحدة البيولوجية للجنس البشري. رفض ادعاءات بول بروكا بشأن عدم خصوبة نقابات المستوطنين الأوروبيين والسكان الأصليين الأستراليين، واعتمد على بيانات جون باكمان حول خصوبة أفراد مولاتو (عرق مختلط). من ناحية أخرى، اعترفت نظرية داروين بفكرة «أنواع مختلفة من الإنسان»: فهي لم تكن أحادية الجينات تمامًا (بمعنى المصطلح المستخدم سابقًا)، ولم تكن نظرية متعددة الجينات.